# Филип Брайковски
Филип Брайковски (на македонска литературна норма: Филип Брајковски) е югославски комунист и политик от Социалистическа република Македония.

## Биография
Роден е на 15 август 1924 г. в гостиварското село Беличица. Член на Съюза на комунистическата младеж на Югославия от 1941 г. и на Югославската комунистическа партия от 1942 г. Член е на Районния и Околийския комитет на ЮКП за Мавровско-галичкия район.
През 1943 година излиза в нелегалност. Комисар е на чета в Народоосвободителния батальон „Мирче Ацев“. От април 1944 до юли 1945 г. изпълнява партийни задачи в Дебър. Бил е председател на Републиканския съвет на Съюза на сдруженията на борците от народноосвободителната война в Македония. Носител е на Партизански възпоменателен медал 1941 г.
От 1953 до 1958 г. е член на 6-ия Изпълнителен съвет (министър) на Социалистическа република Македония. След това от 1958 до 1963 г. е секретар на 7-ия Изпълнителен съвет на Социалистическа република Македония. От 1982 до 1986 г. е член на Председателството на СРМ.
Умира в Скопие в 2001 година.